# Redécoupage des circonscriptions législatives françaises de 1927
Le redécoupage des circonscriptions législatives françaises de 1927 est le neuvième découpage électoral des circonscriptions législatives françaises. Il a été utilisé pour les élections de 1928, 1932 et 1936, les trois dernières de la Troisième République.
Prévu par la loi du 21 juillet 1927, il reprend dans les grandes lignes le cadre établi par le découpage de 1875 modifié en 1889 (scrutin d'arrondissement français, plafond de 100 000 habitants par circonscription, un député par arrondissement parisien et lyonnais) tout en instaurant d'un seuil minimal de 40 000 habitants par arrondissement. Ce seuil n'est cependant pas toujours respecté, ni d'ailleurs le plafond de 100 000 habitants, ce qui conduit à augmenter les inégalités entre circonscriptions rurales et urbaines — 59 % des circonscriptions restent ainsi inchangées par rapport à 1914. Néanmoins, vingt arrondissements sont regroupés en dix circonscriptions, et 74 fusionnés dans 87 circonscriptions centrés sur un arrondissement plus peuplé, ce qui était impensable dans le système précédent. 
Utilisé pour les élections de 1928, ce découpage n'est modifié en vue de celles de 1932 et 1936 que pour créer trois puis deux sièges dans des circonscriptions trop peuplées. Il faut ensuite attendre l'arrivée de la Cinquième République et le découpage de 1958 pour que le scrutin uninominal soit à nouveau utilisé en France.

## Contexte
En 1927, le cartel des gauches parvient à faire voter un retour au scrutin uninominal (Loi du 21 juillet 1927), huit ans après que les pressions conjuguées de la droite et des socialistes avaient conduit à établir un scrutin de liste départemental. 